# Безье (виконтство)
Виконтство Безье (фр. Vicomté de Beziers) — феодальное владение на юге Франции со столицей в городе Безье.

## История виконтства Безье

### Ранняя история виконтства Безье
Виконтство Безье первоначально входило в состав маркизата Готии. Известно, что уже в середине IX века сеньорией Безье владели виконты. Ни о каких «графах» Безье сведений нет. Возможно, эта территория была частью графства Агд и находилась под сюзеренитетом епископов Агда. 
Другой вариант — виконты Безье могли быть вассалами графов Каркассонских, так как одна хартия, датированная 1007 годом, ссылается на дарственную графа Раймунда, идентифицированного как граф Каркассона, хотя не исключено, что виконты могли были одновременно вассалами и епископов Агда, и графов Каркассона — за разные территории.
О родственных связях первых виконтов Безье между собой мало что известно. Тем не менее, судя по частому повторению имен Райнард и Гильом, они могли быть родственниками, даже если виконтство и не передавалось непосредственно от отца к сыну. Существует версия их родственных связей, приведенная ниже.

### Первые виконты Безье
Первым виконтом был Антуан, праправнук Эда, герцога Аквитании. О его родстве с последующими виконтами Безье ничего не известно.  Через некоторое время виконтом стал Райнард, назначенный на этот пост Карломаном, королём Франции, в 881 году. Райнард умер в 897 году. Его преемником был Бозон (ум. 920), виконт Безье и Агда, женатый на Арсинде. Либо сам Бозон был сыном Райнарда, либо Арсинда — дочерью последнего. Следующий виконт Безье и Агда, Теодон, мог быть их сыном. Он умер не ранее 936 года, и ему наследовал Гильом I (ум. 956), тоже его вероятный сын, которому уже почти определенно наследовали сын Райнард II (ум. 969) и внук Гильом II (ум. 993). Гильом II имел дочь Гарсинду, потомками которой были представители сначала дома Фуа-Каркассон, а затем дома Транкавель.

### Дом Фуа-Каркассон
Гарсинда вышла первым браком за Раймунда Рожера I, графа Каркассона, и их старший сын Пьер Раймунд унаследовал титулы виконта Безье и Агда. Пьер Раймунд умер в 1060 году, и ему наследовал его сын Раймунд Рожер. После смерти последнего в 1067 году, не оставившего детей, виконтства Безье и Агд отошли Эрменгарде, его сестре. Эрменгарда вышла за Раймунда Бернара Транкавеля, виконта Альби и Нима.

### Дом Транкавель
Виконтство Безье унаследовал сын последних, Бернар Атон IV Транкавель (ум. в 1129 году), передавший его по наследству сыну Раймунду I, которому наследовали сын Рожер II в 1194 году и внук Раймунд Роже, погибший в ходе Альбигойского крестового похода и потерявший все владения.
Земли последнего, в том числе виконтство Безье, после его смерти в 1209 году  захватил Симон де Монфор, предводитель крестоносцев, а после его гибели они достались его сыну Амори. Все попытки Транкавелей вернуть виконтство остались безрезультатными. В 1224 году Амори де Монфор уступил права на Безье французской короне.

## Список виконтов Безье
- ?—845 : Антуан (ум. ок. 845)

супруга — Адойра
- 881—897 : Райнард I (ум. 920)

супруга — Дида
- 897—920 : Бозон (ум. 920)

супруга — Арсинда
- 920—936 : Теодон (ум. ок. 936), (вероятный) сын предыдущего
- 936—956 : Гильом I (ум. ок. 956), (вероятный) сын предыдущего
- 956—969 : Райнард II (ум. ок. 969), (вероятный) сын предыдущего
- 969—993 : Гильом II (ум. ок. 993), сын предыдущего

первая супруга — Эрментруда
вторая супруга — Арсинда, дочь Рожера I Каркассонского
- 993—1029 : Гарсинда (ум. ок. 1029), дочь предыдущего

первый супруг — Раймунд Рожер I (ум. 1074), граф Каркассона
второй супруг — Бернар, сеньор Андюза

### Дом Фуа-Каркассон
- 1029—1060 : Пьер Раймунд (ум. 1060), сын Раймунда Рожера I

супруга — Ренгарда де ла Марш
- 1060—1067 : Раймунд Рожер II, сын предыдущего

супруга — Сибилла
- 1067—1099 : Эрменгарда (ум. 1099), сестра предыдущего

супруг — Раймунд Бернар Транкавель, виконт Альби

### Дом Транкавель
- 1099—1129 : Бернар Атон IV (ум. 1129), сын предыдущего

супруга — Сесиль Прованская (ум. 1150), дочь Бертрана II, графа Прованса
- 1150—1167 :  Раймунд I (уб. 1167), сын предыдущего

первая супруга — Аделаида
вторая супруга — Саура
- 1167—1194 : Роже II (ум. 1194), сын предыдущего

супруга — Аделаида Тулузская, дочь Раймунда V, графа Тулузы
- 1194—1209 : Раймунд Рожер (ум. 1209)

супруга — Агнеса де Монпелье (ум. 1226), дочь Гильема VIII, сеньора Монпелье

### Дом Монфор-л’Амори
- 1209—1218 : Симон де Монфор

супруга — Алиса де Монморанси (ум. 1221), дочь Бушара V де Монморанси
- 1218—1224 : Амори VI де Монфор

супруга — Беатриса Вьеннская, дочь Андре Гига VI, дофина Вьеннского